# Quadrireme
La quadrireme (in latino quadrireme) o tetrera (in greco antico: τετρήρης?, tetrèrēs) era un tipo di nave da guerra a remi usata prima dai Greci, poi in epoca ellenistica e successivamente dai Cartaginesi e dai Romani, dal IV secolo a.C. al I secolo d.C.; fu derivata dalla precedente trireme.

## Storia e struttura
Nel IV secolo a.C., dopo la guerra del Peloponneso, si ebbe una penuria di rematori con sufficiente abilità per armare grandi flotte di triremi. Cercando di progettare navi in cui i rematori potessero sfruttare la propria forza più che la propria abilità, Dionigi I di Siracusa costruì tetreres (quadriremi) e penteres (quinqueremi). La prua dell'Isola Tiberina, un modello a grande scala di una prua, appartiene probabilmente ad una quinquereme.
La testimonianza sulla struttura delle quadrireme, come per le quinqueremi è altamente frammentaria, ed esiste un acceso dibattito sul significato del nome di queste imbarcazioni. Le triremi dovevano il proprio nome alla presenza di tre ordini sovrapposti di rematori; per similitudine, le quinqueremi avrebbero dovuto avere cinque ordini sovrapposti, ma sorge il problema di interpretare le successive hexeres, hepteres e vascelli con un numero ancora maggiore di ordini. Secondo gli storici moderni, questi numeri descrivevano nelle polieri il numero di rematori per unità o gruppo di voga su ciascun lato della nave, non il numero di ordini; le quadriremi avrebbero avuto due ordini di remi, con due rematori per ogni ordine.
Plinio il Vecchio riferisce che Aristotele ascrisse l'invenzione delle quadrireme ai cartaginesi. Sebbene la data sia incerta, è probabile che il tipo sia stato sviluppato nella seconda metà del IV secolo a.C. La loro prima apparizione fu all'assedio di Tiro posto da Alessandro Magno nel 332 a.C. e pochi anni più tardi, esse apparvero nelle liste navali di Atene. Nel periodo dopo la morte di Alessandro, la quadrireme si dimostrò molto popolare: gli ateniesi programmarono di costruirne 200, e 90 su 240 della flotta di Antigone I Monoftalmo erano navi di questo tipo  (regnò tra il 306 e il 301 a.C.). In seguito, le quadriremi vennero preferite come principali navi da guerra della marina di Rodi, l'unica forza navale professionale del Mediterraneo orientale. Nella Battaglia di Milazzo nel 260 a.C.queste furono le navi da guerra più impiegate nella flotta di Sesto Pompeo ed alcune navi di questo tipo sono annoverate tra la flotta pretoriana della Marina militare romana.
È noto dai riferimenti storici che sia nella seconda guerra punica che nella battaglia di Milazzo le quadrireme avessero due livelli di rematori, ed erano quindi più basse delle quinqueremi, pure essendo della stessa larghezza (circa 5,6 m). Il suo dislocamento era intorno alle 600 tonnellate e poteva trasportare circa 75 fanti di marina. Era estremamente apprezzata per la sua grande velocità e manovrabilità, mentre il suo relativamente scarso pescaggio la rendeva ideale per le operazioni costiere. La quadrireme fu classificata come "grande nave" dai romani(maioris formae), ma come battello leggero che serviva insieme alle triremi nelle marine dei più grandi regni ellenistici come l'Egitto tolemaico.

## Caratteristiche ed impiego
Le flotte della marina militare romana erano composte da triremi, quadriremi e quinqueremi; sebbene fossero armate con uno sperone, queste navi combattevano sia per speronamento che per abbordaggio. Durante la prima guerra punica fu impiegato un ponte d'abbordaggio lungo 11 metri con una punta ad una estremità, che si conficcava nel ponte nemico, detto corvo, con lo scopo do facilitare l'abbordaggio; questo dispositivo causò, però, la distruzione di intere flotte durante le tempeste e, a partire dalla battaglia delle isole Egadi, non fu più usato. Secondo Polibio un'altra invenzione fu l'"orso", che permetteva di colpire la nave avversaria, senza penetrare lo scafo, allo scopo di sbilanciarla e scagliare i rematori fuori bordo.